# ویلاپا (واشینگتن)
ویلاپا (به انگلیسی: Willapa) یک منطقهٔ مسکونی در ایالات متحده آمریکا است که در واشینگتن واقع شده‌است. ویلاپا ۰٫۷۲۰ کیلومتر مربع مساحت و ۲۱۰ نفر جمعیت دارد و ۹ متر بالاتر از سطح دریا واقع شده‌است.